# Michele Fiore

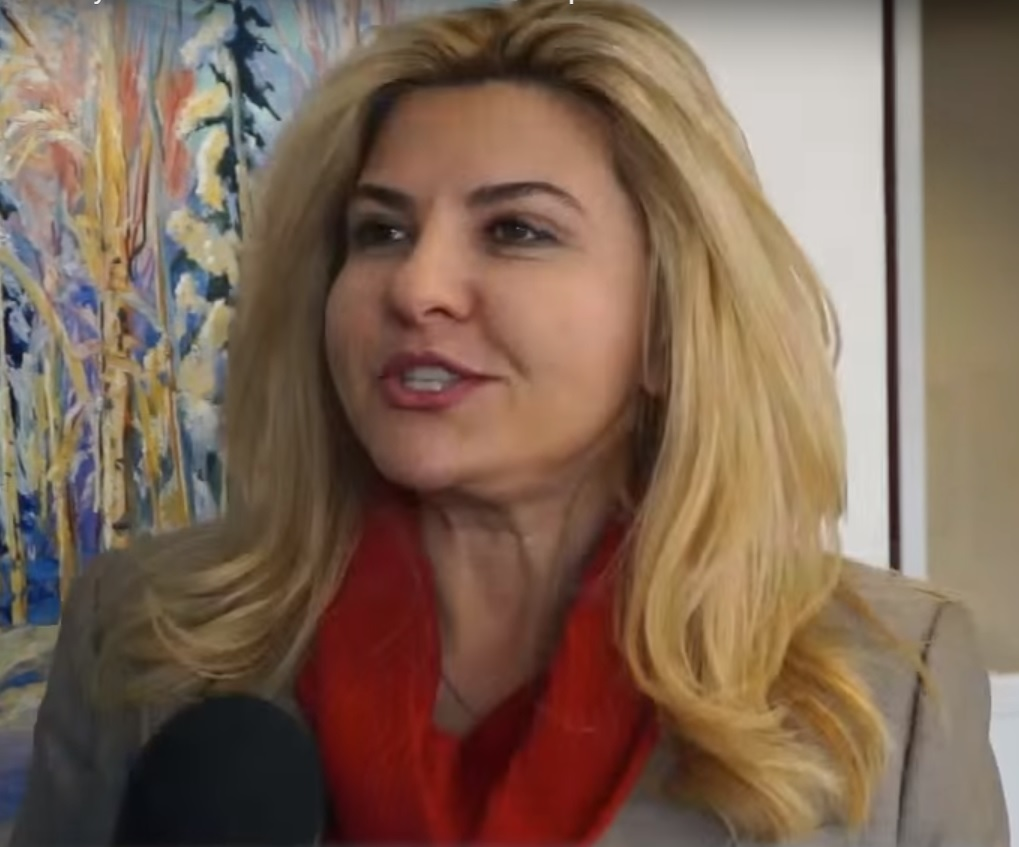
Michele Fiore (2015)

Michele Fiore (* 1970 in Brooklyn) ist eine US-amerikanische Politikerin der Republikanischen Partei. Sie war Mitglied der Nevada Assembly und vertrat den Distrikt 4.

## Politische Karriere
Fiore begann ihre politische Karriere in Nevada, wo sie als Mitglied der Republikanischen Partei aktiv wurde. Im Jahr 2012 wurde sie in die Nevada Assembly gewählt und vertrat den Distrikt 4. Sie war während ihrer Amtszeit von 2013 bis 2017 eine prominente Stimme für konservative Anliegen und setzte sich für eine begrenzte Regierung, Steuersenkungen und den Schutz der individuellen Freiheiten ein.
Während ihrer Zeit in der Nevada Assembly war Fiore auch Vorsitzende des Ausschusses für Bergbau und Energie. Sie setzte sich für die Förderung des Bergbausektors und die Stärkung der Energiewirtschaft in Nevada ein.
Fiore trat auch in den Medien und in Fernsehsendungen auf, um ihre politischen Ansichten zu vertreten und ihre Botschaften einem breiteren Publikum zu vermitteln.

## Kontroversen
Michele Fiore war aufgrund einiger ihrer kontroversen Aussagen und Standpunkte Gegenstand öffentlicher Kontroversen. Einige ihrer Äußerungen zu Waffenrechten und dem Umgang mit Regierungsbehörden wurden von Kritikern als polarisierend angesehen. Darüber hinaus geriet sie wegen ihrer Unterstützung bestimmter umstrittener Gesetzesvorhaben und politischer Entscheidungen in die Kritik.

## Privatleben
Michele Fiore ist verheiratet und hat zwei Kinder.